# بيو بينيت
بيو بينيت (بالإنجليزية: Beau Bennett)‏ (و. 1991  م) هو لاعب هوكي الجليد أمريكي، ولد في غاردينا، لوس أنجليس، كاليفورنيا.

## التعليم
تعلم في جامعة دنفر.

## روابط خارجية
- بيو بينيت على موقع دوري الهوكي الوطني (الإنجليزية)
- بيو بينيت على موقع EliteProspects.com (الإنجليزية)
- بيو بينيت على موقع Eurohockey.com (الإنجليزية)
- بيو بينيت على موقع HockeyDB.com (الإنجليزية)
- بيو بينيت على موقع Hockey-Reference.com (الإنجليزية)